# Барон Миддлтон
Барон Миддлтон из Миддлтона в графстве Уорикшир (англ. Baron Middleton) — наследственный титул в системе Пэрства Великобритании.

## История
Титул барона Миддлтона был создан 1 января 1712 года для сэра Томаса Уиллоуби, 2-го баронета (1670—1729). Он ранее представлял в Палате общин Ноттингемшир (1698—1702, 1705—1710) и Ньюарк (1710—1711). Титул баронета Уиллоуби из Уоллатона в графстве Ноттингемшир в Баронетстве Англии был создан в 1677 году для сэра Фрэнсиса Уиллоуби (1668—1688), старшего брата Томаса Уиллоуби. В 1688 году после смерти своего брата Фрэнсиса Томас Уиллоуби унаследовал титул баронета. Ему наследовал в 1729 году его старший сын, Фрэнсис Уиллоуби (1692—1758), 2-й барон Миддлтон. Он заседал в Палате общин от Ноттингемшира (1713—1722) и Тамуорта (1722—1727). После смерти в 1781 году его младшего сына, Томаса Уиллоуби, 4-го барона Миддлтона (1728—1781), линия 2-го барона Миддлтона прервалась. Ему наследовал его двоюродный брат, Генри Уиллоуби (1726—1800), 5-й барон Миддлтон. Он был сыном достопочтенного Томаса Уиллоуби (ок. 1694 — 1742), второго сына 1-го барона. В 1835 году после смерти его сына, Генри Уиллоуби (1761—1835), 6-го барона Миддлтона, эта ветвь семьи также угасла.
Умершему барону в 1835 году наследовал его двоюродный брат, Дигби Уиллоуби (1769—1856), 7-й барон Миддлтон. Он был вторым сыном достопочтенного Томаса Уиллоуби, второго сына 1-го барона Миддлтона. 7-й лорд имел чин капитана Королевского ВМФ. После смерти бездетного Дигби Уиллоуби титул перешёл к его двоюродному племяннику Генри Уиллоуби (1817—1877), ставшему 8-м лордом Миддлтоном. Он был внуком преподобного достопочтенного Джеймса Уиллоуби, младшего сына достопочтенного Томаса Уиллоуби, второго сына 1-го барона Миддлтона. Его сменил его старший сын, Дигби Вентворт Баярд Уиллоуби (1844—1922), 9-й барон Миддлтон, а ему наследовал его младший брат, Годфри Уиллоуби (1847—1924), 10-й барон Миддлтон. После смерти последнего титул получил его второй сын, Майкл Гай Персиваль Уиллоуби (1887—1970), 11-й барон Миддлтон. Он служил лордом-лейтенантом Восточного Йоркшира (1936—1968). На 2024 год носителем титула являлся его внук, Майкл Чарльз Джеймс Уиллоуби (род. 1948), 13-й барон Миддлтон, который сменил своего отца в 2011 году.
Бароны Миддлтон владели Уоллатон-холлом, величественным домом в окрестностях Ноттингема, и Миддлтон-холлом в графстве Уорикшир. В 1920-х годах 11-й барон Миддлтон продал эти дома. В настоящее время семейным гнездом является Бердсолл-холл в окрестностях Малтона в Северном Йоркшире.

## Баронеты из Уоллатона (1677)
- 1677—1688: Сэр Фрэнсис Уиллоуби, 1-й баронет из Уоллатона (1668—1688), старший сын Фрэнсиса Уиллоуби (1635—1672);
- 1688—1729: Сэр Томас Уиллоуби, 2-й баронет из Уоллатона (9 апреля 1670 — 2 апреля 1729), младший брат предыдущего, барон Миддлтон с 1712 года.

## Бароны Миддлтон (1712)
- 1712—1729: Томас Уиллоуби, 1-й барон Миддлтон (9 апреля 1670 — 2 апреля 1729), второй сын Фрэнсиса Уиллоуби (1635—1672);
- 1729—1758: Фрэнсис Уиллоуби, 2-й барон Миддлтон (4 октября 1692 — 31 июля 1758), старший сын предыдущего;
- 1758—1774: Фрэнсис Уиллоуби, 3-й барон Миддлтон (25 января 1726 — 16 декабря 1774), старший сын предыдущего;
- 1774—1781: Томас Уиллоуби, 4-й барон Миддлтон (19 декабря 1728 — 2 ноября 1781), младший брат предыдущего;
- 1781—1800: Генри Уиллоуби, 5-й барон Миддлтон (19 декабря 1726 — 14 июня 1800), старший сын достопочтенного Томаса Уиллоуби (1694—1742), второго сына 1-го барона Миддлтона;
- 1800—1835: Генри Уиллоуби, 6-й барон Миддлтон (24 апреля 1761 — 19 июня 1835), единственный сын предыдущего;
- 1835—1856: Дигби Уиллоуби, 7-й барон Миддлтон (26 ноября 1769 — 5 ноября 1856), единственный сын Фрэнсиса Уиллоуби (род. 1727), внук достопочтенного Томаса Уиллоуби (1694—1742), правнук 1-го барона Миддлтона;
- 1856—1877: Генри Уиллоуби, 8-й барон Миддлтон (28 августа 1817 — 20 декабря 1877), старший сын Генри Уиллоуби (1780—1849), внук преподобного достопочтенного Джеймса Уиллоуби (1731—1816), правнук достопочтенного Томаса Уиллоуби (1694—1742);
- 1877—1922: Дигби Вентворт Баярд Уиллоуби, 9-й барон Миддлтон (24 августа 1844 — 28 мая 1922), старший сын предыдущего;
- 1922—1924: Годфри Эрнест Персиваль Уиллоуби, 10-й барон Миддлтон (18 июня 1847 — 11 ноября 1924), младший брат предыдущего;
- 1924—1970: Полковник Майкл Гай Персиваль Уиллоуби, 11-й барон Миддлтон (21 октября 1887 — 16 ноября 1970), второй сын предыдущего;
- 1970—2011: (Дигби) Майкл Годфри Джон Уиллоуби, 12-й барон Миддлтон (1 мая 1921 — 27 мая 2011), старший сын предыдущего;
- 2011 — настоящее время: Майкл Чарльз Джеймс Уиллоуби, 13-й барон Миддлтон (род. 14 июля 1948), старший сын предыдущего;
  - Наследник титула: достопочтенный Джеймс Уильям Майкл Уиллоуби (род. 8 марта 1976), старший сын предыдущего;
    - Наследник наследника: Томас Майкл Джонатан Уиллоуби (род. 23 августа 2007), старший сын предыдущего.